# 遠藤諭
遠藤 諭（えんどう さとし、1956年 - ）は、サブカルやコンピュータ関係を得意とするライター兼編集者である。他の名義にエンドウユイチ、ホーテンス・S・エンドウがある。役職等としては、『東京おとなクラブ』編集長、『月刊アスキー』ライター・編集長（1991年～）、アスキーCOO等を経て、角川アスキー総合研究所主席研究員（2013年〜）。

## 来歴・人物
新潟県長岡市生まれ。プログラマ稼業などのかたわら、1980年代前半より「エンドウユイチ」名義でサブカル系ライターとして活動する。1982年に中森明夫らと発刊したミニコミ『東京おとなクラブ』では、執筆の他に発行人および編集長をつとめた。『東京おとなクラブ』は戸川純や少年ドラマシリーズなどと言った当時のサブカル文化の中心を行く特集内容と、村上知彦や米沢嘉博といった評論家、および岡崎京子や桜沢エリカといったニューウェーブ系漫画家の寄稿により、当時のサブカル界隈において「台風の目」とでもいうような存在だったと振り返られるミニコミとなった。このころの話題としては、中森が、「オーツカ某」こと大塚英志編集長の下でサブカル色を強めたロリコン漫画雑誌『漫画ブリッコ』内のコーナー「東京おとなクラブJr.」に書いた『「おたく」の研究』は、後の「おたく論」においてしばしば言及される存在となったが、その一因に、遠藤がアスキー誌などで当時のことをしばしば紹介したことが挙げられる。遠藤が野々村文宏（「新人類の代表」として中森らと並んでマスコミに取り上げられる一方、『ログイン』のライターとしても活動していた）の紹介によりアスキーに入社したこともあり『東京おとなクラブ』は5号で休刊となる。
アスキー誌では、好評を得た「ホーテンス・S・エンドウ」名義の連載「近代プログラマの夕」をはじめとした各種の記事の執筆の他、1990年からは編集長として「マイコン誌」から「パーソナルコンピュータ総合誌」へと発展する同誌を支えた。また企画としては、『マーフィーの法則』がベストセラーとなったり、日本のコンピュータの先駆者へのインタビュー集『計算機屋かく戦えり』は貴重なオーラルヒストリー資料となった。同誌の発行部数としては、1999年に18万部の最盛期となっているが、その時期を担当した編集長だった、と言える。
「近代プログラマの夕」などで使っている「ホーテンス・S・エンドウ」というペンネームは、ある時マインドスケープ社の人工無脳のラクター（w:Racter）の発した、自己紹介のやりとりのあと、前に日本から来たHortense Endohという奴がいた云々という会話から来ている（「近代プログラマの夕」1988年11月号「ホワイトハッカーについて」より。なおラクターがRACTORと書かれている（単行本でも））。そういった海外の尖ったソフトウェアの紹介や、マクロを駆使してアセンブリ言語で構造化風の記述ができる「AMSCLS」など、プログラマとしての記事も人気の要因となった。
2002年に『月刊アスキー』編集長の席を譲った後、2008年よりアスキー・メディアワークスにて設立されたアスキー総合研究所の所長となる。1万人を対象にコンテンツの利用状況の相互調査を行ったメディアコンテンツサーベイを毎年出版する。その他、テレビのコメンテーターとして出演などもある。2025年に開学したZEN大学においては知能情報社会学部の客員教授を兼任した。
カレーに造詣が深く、雑誌記事でも現在のネットメディアでもしばしば言及がある。特にお気に入りなのはアジャンタのカレー。

## 著書
- 『近代プログラマの夕』（アスキー、1991年）ホーテンス・S・エンドウ名義 ISBN 4756105289
- 『近代プログラマの夕２』（アスキー、）ホーテンス・S・エンドウ名義 ISBN 4756103405
- 『計算機屋かく戦えり』（アスキー、1996年）ISBN 4756106072
- 『遠藤諭の電脳術』（アスキー、2000年）ISBN 4756134297 - 朝日新聞の連載コラムをまとめたもの
- 『新装版　計算機屋かく戦えり』（KADOKAWA、2005年）ISBN 9784756146786
- 『日本人がコンピュータを作った! 』（アスキー・メディアワークス、2010年）ISBN 9784048686730
- 『ソーシャルネイティブの時代　ネットが生み出した新しい日本人』（アスキー・メディアワークス、2011年） ISBN 9784048687997

### 共著
- 『ジェネラルパーパス・テクノロジー―日本の停滞を打破する究極手段』（アスキー・メディアワークス、2008年）野口悠紀雄共著 ISBN 4048672401
- 『NHK ITホワイトボックス 世界一やさしいネット力養成講座 パソコンとケータイ 頭のいい人たちが考えたすごい!「仕組み」』（講談社、2011年）ISBN 4062172631
- 『頭のいい人が変えた10の世界 NHK ITホワイトボックス』（講談社、2011年）ISBN 4062174634

### 連載
- 朝日新聞に1997年から1999年にコラムを連載。タイトルは『パソ先案内人』『電脳のツボ』『遠藤諭の電脳術』と変遷した。

## 出演
- ガメラ3 邪神覚醒 - 小道具関連で協力した縁により、逃げまどう人々のエキストラに参加。
- 開運!なんでも鑑定団（2018年8月21日） - 初代AIBO (ERS-110) を「未開封で」鑑定依頼。未開封ということから番組側では、東京都立産業技術研究センターに依頼してX線撮影を行い中身を確認して、鑑定額は120万円となった。